# 短期自由刑
短期自由刑（たんきじゆうけい）においては、受刑者を一定の施設に拘禁して、その身体的自由を剥奪することを内容とする刑罰であるところの自由刑のうち、比較的短期で、その存廃が議論されることもある「短期自由刑」について説明する。

## 問題の提起
日本においても刑事政策上、「短期自由刑」を廃止すべきであるという議論がかつてより存在した。すなわち、短期程度の軽い犯罪に科す刑罰としては現実に被る害悪の程度が大きすぎるのではないかという議論であった。そのような観点から、短期自由刑の具体的弊害、短期自由刑の「短期」の意義、短期自由刑の代替論が論じられてきた。たとえば昭和50年代の法律辞典によると、短期自由刑の項目に「刑期のごく短い自由刑をいう。短期自由刑に対しては、改善効果がなく刑務所内でかえって悪にそまるとして近時反対論が強く、施設内処遇、罰金刑の拡充による肩代わりが主張されている」との説明がされていた。しかし、近年短期自由刑の応法や威嚇の機能のみならず、その教育および改善機能にも着目して、短期自由刑を積極的に評価ならびに活用しようとの議論もみられる。

## 短期自由刑の「短期」の意義
短期自由刑を論ずるにあたり、まず短期自由刑の「短期」の意義が論ぜられなければならない。一般に、3か月説、6か月説、1年説が知られる。
- 3か月説　1891年に行われた第2回国際刑事学会ドイツ部会において3月以下の刑期が短期自由刑であると採択されたことに始まる比較的古い立場の説である[1]。
- 6か月説　1959年の国連欧州諮問グループのストラスブール会議において採択されて以来、通説的立場を占めている[5]。
- 1年説　1950年の第12回国際刑法及び監獄会議において主張されたことがあり、短期自由刑の教育的効果を評価しようとする立場から支持される説である[5]。

## 短期自由刑の弊害
短期自由刑弊害論の歴史は古く、1898年（明治31年）に日本統治時代の台湾において、「罰金及笞刑処分例」の公布により「笞刑」を刑罰として導入した際の導入の是非に関する論争に見てとれる。すなわち、笞刑導入擁護側から短期自由刑の弊害が指摘され、それが笞刑導入の理由一つとすらなっている。このときは、短期自由刑に悪風感染の弊害や、受刑者本人のみならずその家族も困窮することがあげられている。
現在、短期自由刑に弊害があるとし、その廃止を主張する説の論者は、短期自由刑の弊害として以下の理由をあげる。
1. 短期であるために教育ならびに改善手段を講ずる余裕がなく、刑罰としての威嚇力もない。
2. 短期拘禁は家族の物質的および精神的な困窮をもたらし、受刑者の釈放後の社会復帰も困難となる。
3. 執行場所の設備が不十分で、適格な職員の指導が不十分となり、悪風に感染させる。
4. 初犯者に短期の自由刑を科すと、拘禁のおそろしさの念を喪失させ自尊心の低下を招く。
5. 短期自由刑の受刑者には、下層階級の者が多いため、不公正感を深めるおそれがある。
6. 短期自由刑受刑者による施設の過剰な占領は、行刑実務に過大な負担をかける

これに対して、短期自由刑に積極的な意義を見出そうとする立場からは、以下の反論がなされる。
1. 初犯者、機会犯人、特に過失犯には、ショック効果がある。
2. 刑務所の実情を見るならば、刑期の短いことは自由刑としてかえって利点となる。
3. 財産刑は、貧富の差によって感銘力に差がでるが、自由刑たる短期自由刑には、そのような弊害はない。

というものである。しかも、短期自由刑の弊害とされてきたものは、短期自由刑の「短期」性に由来するものでなく、自由刑そのものに対する弊害でないのかという指摘もある。

## 短期自由刑の代替手段
短期自由刑の代替手段として想定される選択肢は
1. 罰金刑への換刑（zh:易科罰金）
2. 刑の執行猶予や宣告猶予
3. 強制労働
4. 市民権の剥奪
5. 起訴猶予
6. プロベーション
7. 裁判上の譴責
8. 善行保証
9. 居住地の制限
10. 在宅拘禁
11. 不定期刑
12. 資格制限

などである。
このうち、7. 「裁判上の譴責」と 8. 「善行保証」に対しては、名誉心や自尊心の低下した者に対しては効果がなく、居住地制限に対しては、近代都市においては実際上不可能であるとされる。よって上記 1. 2. 3. の三つに議論が集中しているといえる。このうち罰金刑への換刑については、古くからいわれているが、実際上の難点もある。第一に自由刑のかわりに罰金刑を使用することは刑罰体系を混乱させ、第二に、罰金を支払わない場合、労役場留置に処することになるという悪循環になるという問題点も指摘された。刑の執行猶予および宣告猶予については、付随処分として保護観察と結合させることが可能であるので、これら猶予制度と保護観察の有効な連動により短期自由刑対策としての機能を期待する見解も有力であるが、それには保護観察の組織と体制の充実が必要である。また、強制労働は、必ずしも有効な代替手段とは言えないとされた。
従って、現在においては、短期自由刑を再評価する動きとあいまって、短期自由刑の代替手段の模索よりも、短期自由刑の執行方法の工夫に力が入れられている。たとえばイギリスにおける少年短期収容所の3S主義（short, sharp, shock）に基づく3か月間の作業とスポーツによる厳重な訓練と強化の試みなどである。日本における刑法改正においてもこのイギリスの3S主義を参考にされた。また、開放処遇や週末拘禁および半拘禁制も短期自由刑の弊害を緩和し、その執行を合理化するものとして検討に値する。